# Old Time's Sake
Singles de Eminem
3 a.m. Beautiful
Singles par Dr. Dre
Crack a Bottle
(2009) Hell Breaks Loose
(2009)
Old Time's Sake est une chanson du rappeur Eminem en duo avec Dr. Dre, c'est le 4e single extrait de l'album Relapse. Produit par Dr. Dre et Mark Batson, c'est le seul morceau de l'album avec "Crack a Bottle" à avoir un autre rappeur en featuring.

## Classement
| Classement (2009)                            | Meilleure position |
| -------------------------------------------- | ------------------ |
| Top 100 des singles en Australie             | 76                 |
| Canadian Hot 100                             | 14                 |
| Irlande                                      | 49                 |
| Top 200 des singles au Royaume-Uni           | 61                 |
| Billboard Hot 100                            | 100                |
| Billboard Bubbling Under R&B/Hip-Hop Singles | 15                 |
| Billboard Pop 100                            | 31                 |

## Crédits
- Eric "Jesus" Coomes : guitare, basse
- Mark Batson : claviers
- Dawaun Parker : claviers
- Trevor Lawrence, Jr. : claviers